# Roberto Roversi
Roberto Roversi (* 28. Januar 1923 in Bologna; † 14. September 2012 ebenda) war ein italienischer Schriftsteller, Dichter, Journalist und Antiquar.

## Leben und Werk
Während seiner Schulzeit lernte Roversi Francesco Leonetti und Pier Paolo Pasolini kennen. Um 1939 begann er, Gedichte zu schreiben, etwa Cavalleria polacca unter dem Eindruck des deutschen Überfalls auf Polen. Beim Eintritt Italiens in den Zweiten Weltkrieg hatte der junge Roversi eine starke antifaschistische Überzeugung entwickelt. Nach ersten Veröffentlichungen von Aufsätzen und Gedichten wurde er 1943 zur Republikanischen Nationalarmee der faschistischen Italienischen Sozialrepublik eingezogen. In den Bergen Piemonts schloss er sich daraufhin der Resistenza an und wurde Partisan.
Nach Kriegsende kehrte Roversi 1945 nach Bologna zurück, wo er sein Philosophiestudium abschloss. Er schrieb weiter Gedichte und Erzählungen und eröffnete 1948 zusammen mit seiner Frau Elena das Antiquariat Palmaverde. Über Palmaverde wurde er auch als Herausgeber von Büchern und Zeitschriften tätig, nicht zuletzt von eigenen Texten. Nach und nach konnte er sich bei Schriftstellerkollegen wie Leonardo Sciascia einen Namen machen. Ab 1955 gab er mit Pasolini und Leonetti die Zeitschrift Officina heraus. 
Mit dem Wirtschaftsboom Anfang der 1960er-Jahre intensivierte sich Roversis Beteiligung am politischen Diskurs. Er veröffentlichte antikapitalistische Texte in verschiedenen Zeitschriften und bei einigen großen Verlagen (Feltrinelli, Rizzoli, Einaudi). Außerdem schrieb er für Film und Theater. 1972 war er Mit-Herausgeber der Zeitung von Lotta Continua. Auf dem Höhepunkt der bleiernen Jahre war Roversi bemüht, die Dichtung der Lebensrealität der neuen Generationen anzunähern und ein intensiveres Verhältnis zwischen Publikum und Lyrik entstehen zu lassen. Die Zusammenarbeit mit dem Musiker Lucio Dalla mündete in die drei Alben Il giorno aveva cinque teste (1973), Anidride solforosa (1975) und Automobili (1976). Liedtexte schrieb Roversi später außerdem für die Band Stadio.
Bis zu seinem Tod 2012 im Alter von 89 Jahren schrieb und veröffentlichte Roversi noch unzählige Werke. Das Antiquariat schloss er 2006.

## Stil
Roversis (lyrische, epische und dramatische) Texte sind geprägt von politischem und sozialem Engagement marxistischer Prägung und einer bissigen, ironischen Betrachtung des Lebens.

## Belege
1. ↑  Rovèrsi, Robèrto. In: Sapere.it. Abgerufen am 29. Januar 2022 (italienisch).
2. ↑  Rovèrsi, Roberto. In: Enciclopedia Treccani. Abgerufen am 29. Januar 2022 (italienisch).

| Personendaten    | Personendaten                                                                 |
| ---------------- | ----------------------------------------------------------------------------- |
| NAME             | Roversi, Roberto                                                              |
| KURZBESCHREIBUNG | italienischer Schriftsteller, Dichter, Journalist und Antiquariatsbuchhändler |
| GEBURTSDATUM     | 28. Januar 1923                                                               |
| GEBURTSORT       | Bologna                                                                       |
| STERBEDATUM      | 14. September 2012                                                            |
| STERBEORT        | Bologna                                                                       |